# A3 Champions Cup
De A3 Champions Cup was een toernooi dat werd georganiseerd tussen de drie kampioenen van de voetbalcompetities van Japan (J-League), China (China Super League) en Zuid-Korea (K-League).
Uit het organiserende land nam nog een vierde team uit de eigen competitie deel om het deelnemersveld te complementeren. Bij een toernooi in Japan speelde dan als tweede team de winnaar van de J-League Cup en bij een toernooi in de andere twee landen speelde de nummer twee van de afgelopen competitie.

## Historie
| Jaar | Organiserend land | Winnaar                                  | 2e                            | 3e                                               | 4e                                     |
| ---- | ----------------- | ---------------------------------------- | ----------------------------- | ------------------------------------------------ | -------------------------------------- |
| 2003 | Japan             | Kashima Antlers (Winnaar J-League Cup)   | Dalian Shide                  | Seongnam Ilhwa Chunma                            | Júbilo Iwata                           |
| 2004 | China             | Seongnam Ilhwa Chunma                    | Yokohama F. Marinos           | Shanghai Shenhua                                 | Shanghai Cosco (#2 China Super League) |
| 2005 | Zuid-Korea        | Suwon Samsung Bluewings                  | Pohang Steelers (#2 K-League) | Yokohama F. Marinos                              | Shenzhen Jianlibao                     |
| 2006 | Japan             | Ulsan Hyundai Horang-i                   | Gamba Osaka                   | JEF United Ichihara Chiba (Winnaar J-League Cup) | Dalian Shide                           |
| 2007 | China             | Shanghai Shenhua (#2 China Super League) | Shandong Luneng               | Urawa Red Diamonds                               | Seongnam Ilhwa Chunma                  |

## Uitslagen

### 2003
Het toernooi vond plaats in februari in het Olympisch Stadion in Tokio, Japan.
| # | Club                  | w - g - v | pnt | doelsaldo | DS  | SIC | JI  |
| - | --------------------- | --------- | --- | --------- | --- | --- | --- |
| 1 | Kashima Antlers       | 2 - 1 - 0 | 7   | 5-1       | 3-1 | 0-0 | 2-0 |
| 2 | Dalian Shide          | 2 - 0 - 1 | 6   | 5-5       |     | 3-2 | 1-0 |
| 3 | Seongnam Ilhwa Chunma | 1 - 1 - 1 | 4   | 4-3       |     |     | 2-0 |
| 4 | Júbilo Iwata          | 0 - 0 - 3 | 0   | 3-5       |     |     |     |

### 2004
Het toernooi vond plaats in februari in het Hongkou Voetbalstadion in Shanghai, Volksrepubliek China.
| # | Club                  | w - g - v | pnt | doelsaldo | YFM | SS  | SC  |
| - | --------------------- | --------- | --- | --------- | --- | --- | --- |
| 1 | Seongnam Ilhwa Chunma | 2 - 1 - 0 | 7   | 5-1       | 3-0 | 1-1 | 1-0 |
| 2 | Yokohama F. Marinos   | 2 - 0 - 1 | 6   | 4-4       |     | 2-0 | 2-1 |
| 3 | Shanghai Shenhua      | 0 - 2 - 1 | 2   | 2-4       |     |     | 1-1 |
| 4 | Shanghai Cosco        | 0 - 1 - 2 | 1   | 2-4       |     |     |     |

### 2005
Het toernooi vond plaats in februari in het Jeju WK-stadion te Seogwipo, Zuid-Korea.
| # | Club                    | w - g - v | pnt | doelsaldo | PS  | YFM | SJ  |
| - | ----------------------- | --------- | --- | --------- | --- | --- | --- |
| 1 | Suwon Samsung Bluewings | 2 - 1 - 0 | 7   | 8-4       | 2-2 | 3-1 | 3-1 |
| 2 | Pohang Steelers         | 1 - 2 - 0 | 5   | 5-3       |     | 1-1 | 2-0 |
| 3 | Yokohama F. Marinos     | 1 - 1 - 1 | 4   | 4-4       |     |     | 2-0 |
| 4 | Shenzhen Jianlibao      | 0 - 0 - 3 | 0   | 1-7       |     |     |     |

### 2006
Het toernooi vond plaats in februari in het Olympisch Stadion van Tokio, Japan.
| # | Club                      | w - g - v | pnt | doelsaldo | GO  | JEF | DS  |
| - | ------------------------- | --------- | --- | --------- | --- | --- | --- |
| 1 | Ulsan Hyundai Horang-i    | 2 - 0 - 1 | 6   | 12-3      | 6-0 | 2-3 | 4-0 |
| 2 | Gamba Osaka               | 2 - 0 - 1 | 6   | 5-8       |     | 2-0 | 3-2 |
| 3 | JEF United Ichihara Chiba | 1 - 1 - 1 | 4   | 5-6       |     |     | 2-2 |
| 4 | Dalian Shide              | 0 - 1 - 2 | 1   | 4-9       |     |     |     |

### 2007
Het toernooi vond plaats in februari in het Provinciëstadion van Shandong te Jinan, Volksrepubliek China.
| # | Club                  | w - g - v | pnt | doelsaldo | SL  | URD | SIC |
| - | --------------------- | --------- | --- | --------- | --- | --- | --- |
| 1 | Shanghai Shenhua      | 2 - 0 - 1 | 6   | 7-3       | 1-2 | 3-1 | 3-0 |
| 2 | Shandong Luneng       | 2 - 0 - 1 | 6   | 7-6       |     | 4-3 | 1-2 |
| 3 | Urawa Red Diamonds    | 1 - 0 - 2 | 3   | 5-7       |     |     | 1-0 |
| 4 | Seongnam Ilhwa Chunma | 1 - 0 - 2 | 3   | 2-5       |     |     |     |